# Maria Dolores Aguiar-Mella y Díaz
Maria Dolores Aguiar-Mella y Díaz, Dolores Aguilar-Mella Díaz (ur. 1897 w Montevideo, zm. 19 września 1936 w Madrycie) – hiszpańska męczennica i błogosławiona Kościoła katolickiego.

## Życiorys
Dolores Aguilar-Mella Díaz urodziła się w 1897 roku w wielodzietnej rodzinie jako córka Santiago Lópeza i Consolación Díaz Zavalli. Wraz z rodziną przeniosła się do Madrytu, gdzie jej ojciec otworzył kancelarię adwokacką. Po śmierci matki wraz z siostrą Konsolata Aguilar-Mella Díaz została przyjęta do szkoły pijarów w Carabanchel. Chorowała na chorobę nerek. Po śmierci ojca była urzędniczką w Ministerstwie Finansów. Zginęła w czasie wojny domowej w Hiszpanii.
Beatyfikował ją papież Jan Paweł II 11 marca 2001 roku w grupie 233 męczenników.